# Marzio Bruseghin
Marzio Bruseghin (Conegliano, Italia, 15 de junio de 1974) es un ciclista italiano.
Debutó como profesional en el año 1997 en las filas del equipo Brescialat.

## Palmarés
2005
- 2.º en el Campeonato de Italia Contrarreloj

2006
- Campeonato de Italia Contrarreloj

2007
- 1 etapa del Giro de Italia[1]

2008
- 3.º en el Giro de Italia, más 1 etapa

## Resultados en Grandes Vueltas y Campeonato del Mundo
Durante su carrera deportiva consiguió los siguientes puestos en las Grandes Vueltas y en los Campeonatos del Mundo en carretera:
| Carrera              | Carrera              | 1997 | 1998 | 1999 | 2000 | 2001 | 2002 | 2003 | 2004 | 2005 | 2006  | 2007 | 2008 | 2009 | 2010 | 2011 | 2012 |
| -------------------- | -------------------- | ---- | ---- | ---- | ---- | ---- | ---- | ---- | ---- | ---- | ----- | ---- | ---- | ---- | ---- | ---- | ---- |
|                      | Giro de Italia       | —    | 80.º | 66.º | 69.º | 16.º | —    | 22.º | 57.º | 9.º  | 25.º  | 8.º  | 3.º  | 7.º  | Ab.  | —    | 17.º |
|                      | Tour de Francia      | —    | —    | —    | —    | —    | 47.º | 66.º | 68.º | —    | 19.º  | 41.º | 25.º | 80.º | —    | —    | —    |
|                      | Vuelta a España      | —    | —    | —    | —    | —    | —    | —    | —    | —    | —     | —    | 10.º | —    | 20.º | 14.º | —    |
| Mundial en Ruta      | Mundial en Ruta      | —    | —    | —    | —    | —    | —    | —    | —    | —    | 119.º | Ab.  | Ab.  | Ab.  | 37.º | —    | —    |
| Mundial Contrarreloj | Mundial Contrarreloj | —    | —    | —    | —    | —    | —    | —    | 6.º  | 14.º | —     | —    | —    | —    | —    | —    | —    |

—: no participa

Ab.: abandono

## Equipos
- Brescialat (1997-1998)
- Banesto (1999-2002)
- Fassa Bortolo (2003-2005)
- Lampre (2006-2009)
- Caisse d'Epargne/Movistar[2] (2010-2012)
  - Caisse d'Epargne (2010)
  - Movistar Team (2011-2012)